# Diagenese
Diagenese is, binnen de geologie, elke chemische, fysische of biologische verandering die een sediment ondergaat, nadat het afgezet is. Verwering wordt niet onder diagenese gerekend. De processen die onder diagenese vallen vinden plaats in de aardkorst, bij relatief lage temperatuur en druk, en zorgen ervoor dat de mineralogie en textuur van het sedimentair gesteente verandert.
Diagenese kan worden beschouwd als de laagste graad van metamorfose. Bij hogere drukken en temperaturen in de aardkorst komt het gesteente, vanuit het regime van de diagenese, in dat van de zeoliet-facies, de laagste metamorfe facies. Diagenese kan worden onderverdeeld in respectievelijk eogenese, alle processen aan het aardoppervlak en op geringe diepte, en mesogenese, de gesteentevormende processen dieper in de aardkorst.

## Diagenetische processen

### Cementatie en consolidatie
Cementatie kan plaatsvinden als een sediment geïnfiltreerd is met water. Dat kan meteorisch water zijn, of zeewater in het geval van een marien sediment. Bij cementatie slaan in het stromende water opgeloste stoffen uit hun oplossing neer, tussen de sedimentkorrels of klasten. Daarbij worden mineralen gevormd, die uitkristalliseren in de porie-ruimtes. Cementatie leidt er toe dat de porositeit van het gesteente af-, en de dichtheid toeneemt. Door het dichtgroeien van de poriën worden de klasten aan elkaar "gelijmd", zodat het gesteente een vast geheel gaat vormen: het gesteente consolideert.
Hoe snel cementatie verloopt is afhankelijk van de oplosbaarheid van het betreffende mineraal in water. Uit een onderverzadigde oplossing zal het mineraal  niet neerslaan, en als het in het gesteente aanwezig is zal het in het water oplossen. Oververzadigde mineralen kunnen neerslaan. Doordat temperatuur, druk en chemische samenstelling van het water in de loop der tijd veranderen, kunnen eerder neergeslagen mineralen later opnieuw in oplossing gaan, of kunnen er nieuwe (al dan niet andere soorten) mineralen neerslaan. Een bepaald gesteente kan zodoende meerdere fasen van cementatie doormaken.

### Compactie
Als een sediment begraven raakt en bedekt wordt door een steeds dikker pakket jongere sedimentlagen, stijgt de lithostatische druk (Engels: overburden pressure, lithostatic pressure, confining pressure of vertical stress) in het sediment. Als gevolg hiervan zal compactie plaatsvinden. Dit gebeurt eerst door het herschikken van de klasten op een zodanige manier dat de poriënruimte afneemt en de dichtheid toeneemt. Ten tweede kan drukoplossing (Engels: pressure solution, pressure dissolution) plaatsvinden: de plekken in het gesteente die onder een hoge mechanische spanning staan lossen op, in gebieden waar een lagere mechanische spanning heerst slaat juist materiaal neer. In zand zal materiaal oplossen op plekken waar de korrels elkaar raken, en materiaal neerslaan in de poriën. Ook drukoplossing kan tot gevolg hebben dat de dichtheid van het gesteente toeneemt.

### Uitlogen
Door organische processen als rotting, kan de pH van het water in het gesteente toe- of afnemen met de diepte. Daardoor kunnen bepaalde mineralen instabiel worden en oplossen. Dit proces wordt uitlogen genoemd, en zorgt ervoor dat de porositeit toeneemt; men spreekt dan van secundaire porositeit, omdat deze na sedimentatie is ontstaan. De gevormde poriën worden vaak weer opgevuld met neerslaande andere mineralen.

## Omstandigheden
Welke diagenetische processen plaatsvinden hangt in de eerste plaats af van de in het sediment aanwezige mineralen, en van de in het grondwater opgeloste mineralen. Deze soorten mineralen bepalen welk cement gevormd kan worden, maar ook hoe snel de diagenetische processen plaatsvinden. Evaporiet en kalksteen bevatten hoofdzakelijk mineralen waarvan oplossings- en neerslagreacties bij veel lagere temperaturen plaatsvinden, dan bij de belangrijkste mineralen in zandsteen of klei. De diagenese van evaporiet en kalksteen zal daarom reeds op relatief kleine diepte plaatsvinden.
Welke processen plaatsvinden is verder afhankelijk van de temperatuur, en van het temperatuursverloop met de diepte in de ondergrond (de geotherm). Bij ondiepe processen is de temperatuur sterk afhankelijk van het klimaat. Een sediment dat op hogere breedtegraden wordt afgezet kan andere processen doorlopen dan eenzelfde sediment dat op lagere breedtegraden werd gevormd. Op dezelfde manier kan een sediment dat tijdens een ijstijd werd afgezet andere processen doorlopen dan eenzelfde sediment dat tijdens een warmer tijdperk op dezelfde plek werd gevormd.
Tektonische spanningen in het gesteente kunnen de diagenese versnellen. Door de extra spanning ontstaan stylolieten, vlakken waar materiaal oplost. Op andere plekken kan dit materiaal weer neerslaan. Dit proces van drukoplossing leidt behalve tot versnelde compactie ook tot deformeren.

## Verschillen per gesteentetype

### Diagenese in carbonaatgesteente
Carbonaatgesteente (kalksteen) sedimenteert als kalkmodder, een zeer fijnkorrelig sediment bestaand uit de kalkskeletjes van microben, eventueel aangevuld met een fractie klei of siliciclastica. Het kan echter ook grotere fragmenten bevatten, van bijvoorbeeld schelpen of koralen. Mariene organismen bouwen skeletjes die bestaan uit mineralen die aan het aardoppervlak metastabiel zijn (aragoniet of magnesiumrijk calciet); de diagenetische processen in kalksteen in de aardkorst hebben te maken met het omzetten van deze mineralen.
Bepaalde microben zetten de mineralen in kalkskeletjes om naar stabielere vormen. Ze boren zich in de kalkfragmenten of vreten deze aan aan de randen, een proces dat micritisatie genoemd wordt. Hierbij wordt micriet gevormd, fijne kalkmodder. Een andere manier waarop de instabielere mineralen vernietigd worden is door rekristallisatie naar stabielere vormen (vooral magnesium-arme calciet), dit wordt neomorfose genoemd. Terwijl micritisatie zorgt voor verkleining van de kristalgrootte zorgt neomorfose juist voor grotere korrelgroottes.
Soms wordt de calciet in kalksteen omgezet naar dolomiet, een proces dat dolomitisatie wordt genoemd. Er zijn verschillende theorieën hoe dolosteen (een gesteente dat voornamelijk uit dolomiet bestaat) ontstaat, duidelijk is in ieder geval dat ook hierbij de rol van micro-organismen belangrijk is.

### Diagenese van organisch materiaal
Sedimenten bevatten vaak organisch materiaal, in zee detritus geheten, afkomstig van planten, algen of andere organismen. Omdat bij de diagenese van organisch materiaal steenkool, aardolie en aardgas kunnen ontstaan, zijn deze processen interessant voor de exploratie-industrie.
Organisch materiaal bestaat uit metastabiele organische moleculen, meestal ingewikkelde koolstofketens of biopolymeren, die grofweg in vier groepen zijn te verdelen: koolhydraten - waaronder cellulose, lipiden (vetten), proteïnen (eiwitten), en ligninen, dat zijn "houtige" moleculen met fenylringen. De precieze samenstelling van het organische materiaal hangt af van welk type organisme het afkomstig is. Plantenresten bevatten lignine, terwijl fytoplankton relatief veel koolhydraten bevat, en zoöplankton relatief veel proteïne. Wanneer organisch materiaal in de aardkorst begraven wordt en de temperatuur en druk stijgen, ontleden de organische moleculen in verschillende stappen. Dit proces wordt kraken genoemd. Bij dit langdurige proces komen vluchtige bestanddelen - vooral water en kooldioxide - vrij, maar later ontstaan ook olie en gas. Wat overblijft zijn kerogenen en bitumen.
Omdat niet alle organische moleculen dezelfde hoeveelheid koolstof-, zuurstof- en waterstofatomen hebben, hangt het van het soort organisch materiaal af welke stoffen er bij het kraken vrijkomen. Sommige soorten organische moleculen breken ook minder gemakkelijk af bij stijgende temperatuur of druk, de fenylringen maken lignine bijvoorbeeld moeilijk afbreekbaar. Als het organisch materiaal relatief veel proteïnen of koolhydraten bevat, zullen tijdens diagenese vanwege de hogere concentratie waterstof veel meer koolwaterstoffen (olie en gas) gevormd worden.
De latere fasen in het begravingsproces van organisch materiaal worden wel catagenese en metagenese genoemd. Uiteindelijk zullen de waterstof- en zuurstofatomen vrijwel geheel uit het materiaal verdwijnen zodat pure koolstof overblijft, in de vorm van grafiet. Op dit punt spreekt men niet meer van diagenese maar van metamorfose.